# ミノタウロスV
ミノタウロスV（Minotaur V）はアメリカ合衆国の使い捨て型ロケット。ミノタウロスIVの発展系で、ミノタウロスIV自体はピースキーパーミサイルの派生系である。オービタル・サイエンシズが開発を行い、初飛行として2013年9月7日にアメリカ航空宇宙局 (NASA) の月探査機LADEEを打ち上げた。
ミノタウロスVは5段ロケットで、ペイロード投入能力は静止トランスファ軌道に640kgまで、あるいは月遷移軌道に447kgまでとなるよう設計されている。ミノタウロスIV+に5段目としてスター37を搭載する。スター37にはスピン安定型のスター37FMと、3軸安定型のスター37FMVの2つのバージョンがある。
ミノタウロスVの打上げに適用可能な射場として、ヴァンデンバーグ空軍基地のLC-8、中部大西洋地域宇宙基地のPad 0B、およびコディアック打上げ基地のPad 1があるが、2009年の段階で中部大西洋地域宇宙基地以外からの打上げ予定はない。